# Municipio Yajalón
Koordinaten: 17° 10′ N, 92° 20′ W
Yajalón ist Municipio im mexikanischen Bundesstaat Chiapas. Das Municipio hat 34.000 Einwohner und ist 210 km² groß. Verwaltungssitz und größter Ort des Municipios ist das gleichnamige Yajalón. Der Name Yajalón kommt aus dem Tzeltal und bedeutet „Grüne Erde“. 

## Geographie
Das Municipio Yajalón liegt im mittleren Norden des mexikanischen Bundesstaats Chiapas auf Höhen zwischen 400 m und 2500 m. Es zählt zur Gänze zur physiographischen Provinz der Sierra Madre de Chiapas und liegt vollständig in der hydrologischen Region Grijalva-Usumacinta. Die Geologie des Municipios wird zu 78 % von Kalkstein bestimmt bei 14 % Sandstein und 8 % Sandstein-Lutit; vorherrschende Bodentypen sind der Luvisol (39 %), Phaeozem (38 %) und Ferralsol (11 %). 59 % der Gemeindefläche sind bewaldet, 36,5 % dienen dem Ackerbau.
Yajalón grenzt an die Municipios Tumbalá, Tila, Chilón, Pantelhó und Simojovel.

## Bevölkerung
Beim Zensus 2010 wurden im Municipio 34.028 Menschen in 7.058 Wohneinheiten gezählt. Davon wurden 20.425 Personen als Sprecher einer indigenen Sprache registriert, darunter 15.328 Sprecher des Tzeltal und 4.072 Sprecher des Chol. Gut 27 Prozent der Bevölkerung waren Analphabeten. 10.534 Einwohner wurden als Erwerbspersonen registriert, wovon über 81 % Männer bzw. 1,7 % arbeitslos waren. 56 % der Bevölkerung lebten in extremer Armut.

## Orte
Das Municipio Yajalón umfasst 211 bewohnte localidades, von denen lediglich der Hauptort vom INEGI als urban klassifiziert ist. Drei Orte wiesen beim Zensus 2010 eine Einwohnerzahl von über 1000 auf, 160 Orte hatten weniger als 100 Einwohner. Die größten Orte sind:
| Ort             | Einwohner |
| Yajalón         | 16.622    |
| Amado Nervo     | 01.362    |
| Lázaro Cárdenas | 01.151    |
| Emiliano Zapata | 00.555    |
| El Recreo       | 00.527    |